# Séligné
Séligné – miejscowość i gmina we Francji, w regionie Nowa Akwitania, w departamencie Deux-Sèvres.
Według danych na rok 1990 gminę zamieszkiwały 153 osoby, a gęstość zaludnienia wynosiła 16 osób/km² (wśród 1467 gmin regionu Poitou-Charentes Séligné plasuje się na 841. miejscu pod względem liczby ludności, natomiast pod względem powierzchni na miejscu 853.).